# Longueil-Annel
Longueil-Annel település Franciaországban, Oise megyében. Lakosainak száma 2595 fő (2022. január 1.). Longueil-Annel Choisy-au-Bac, Clairoix, Coudun, Giraumont, Janville, Mélicocq, Le Plessis-Brion és Thourotte községekkel határos.

## Népesség
A település népességének változása:
| Lakosok száma | 2563 | 2597 | 2667 | 2622 | 2624 | 2604 | 2594 | 2595 | 2595 |
|               | 2013 | 2015 | 2016 | 2017 | 2018 | 2019 | 2020 | 2021 | 2022 |